# Superammasso della Chioma
Il Superammasso della Chioma di Berenice (SCl 117) è un vicino superammasso di galassie comprendente l'Ammasso della Chioma (Abell 1656) e l'Ammasso del Leone.
Posto a 300 milioni di anni luce dalla Terra, si trova nel centro della Grande Muraglia. Il superammasso della chioma è uno dei più vicini superammassi conosciuti. È quasi sferico, largo circa 20 milioni di anni luce di diametro e contenente più di 3000 galassie. È posto nella costellazione della Chioma di Berenice. Essendo stato uno dei primi superammassi scoperti dagli astronomi, il suo studio ha aiutato notevolmente gli scienziati nella comprensione della struttura a grande scala dell'universo.
| Nome       | R.A. (J2000)  | Dec (J2000)  | Numero galassie | Redshift (z) | Distanza (milioni di anni luce) | Nomi alternativi                  |
| ---------- | ------------- | ------------ | --------------- | ------------ | ------------------------------- | --------------------------------- |
| Abell 1367 | 11h 44m 36.5s | +19° 45′ 32″ | 117             | 0,022        | 304                             | ZwCl 1142.1+2126, ClG 1141.9+2007 |
| Abell 1656 | 12h 59m 48.7s | +27° 58′ 50″ | 106             | 0,0231       | 316                             | Coma Cluster, ZwCl 1257.1+2806    |

| Nome               | R.A. (J2000)  | Dec (J2000)  | Redshift (z) | Numero galassie | Distanza (milioni di anni luce) | Nomi alternativi      |
| ------------------ | ------------- | ------------ | ------------ | --------------- | ------------------------------- | --------------------- |
| Gruppo di IC 698   | 11h 28m 53.3s | +09° 07′ 38″ | 0,021418     | 7               | 298                             | USGC U392             |
| Gruppo di IC 944   | 13h 52m 01.9s | +14° 05′ 13″ | 0,02339      | 7               | 320                             | WBL 470               |
| Gruppo di IC 4342  | 13h 55m 30.7s | +25° 03′ 46″ | 0,0294       | 4               | 396                             | HCG 69                |
| Gruppo di NGC 3801 | 11h 40m 17.7s | +17° 44′ 2″  | 0,011666     | 15              | 170                             | WBL 347               |
| Gruppo di NGC 3902 | 11h 50m 48.8s | +25° 55′ 31″ | 0,012125     | 5               | 169                             | LGG 254               |
| Gruppo di NGC 3995 | 11h 56m 57.6s | +32° 14′ 30″ | 0,010834     | 21              | 156                             | LGG 259               |
| Gruppo di NGC 4005 | 11h 57m 52.3s | +25° 10′ 18″ | 0,0153       | 12              | 216                             | LGG 261               |
| Gruppo di NGC 4008 | 11h 58m 16.2s | +27° 47′ 18″ | 0,011575     | 14              | 167                             | LGG 262               |
| Gruppo di NGC 4065 | 12h 04m 09.5s | +20° 13′ 18″ | 0,0235       | 155             | 324                             | WP 20, ZwCl 1201+2030 |
| Gruppo di NGC 4169 | 12h 12m 56.3s | +28° 51′ 59″ | 0,0733       | 20              | 169                             | LGG 276               |
| Gruppo di NGC 4213 | 12h 15m 08.9s | +24° 00′ 36″ | 0,022526     | 26              | 310                             | [GFC2010] grp-8       |
| Gruppo di NGC 4956 | 13h 06m 24.1s | +35° 13′ 48″ | 0,016        | 4               | 222                             | SDSSCGB 5846          |
| Gruppo di NGC 5056 | 13h 28m 12.2s | +31° 95′ 29″ | 0,03126      | 4               | 420                             | WBL 446               |
| Gruppo di NGC 5127 | 13h 23m 29.3s | +31° 47′ 45″ | 0,015707     | 3               | 218                             | [CHM2007] LDC 968     |
| Gruppo di NGC 5174 | 13h 29m 38.5s | +11° 27′ 43″ | 0,023178     | 10              | 320                             | [CHM2007] LDC 978     |
| Gruppo di UGC 6583 | 11h 36m 51.3s | +19° 59′ 19″ | 0,021        | 3               | 291                             | RSCG 42               |